# Liste des cantons de la Moselle

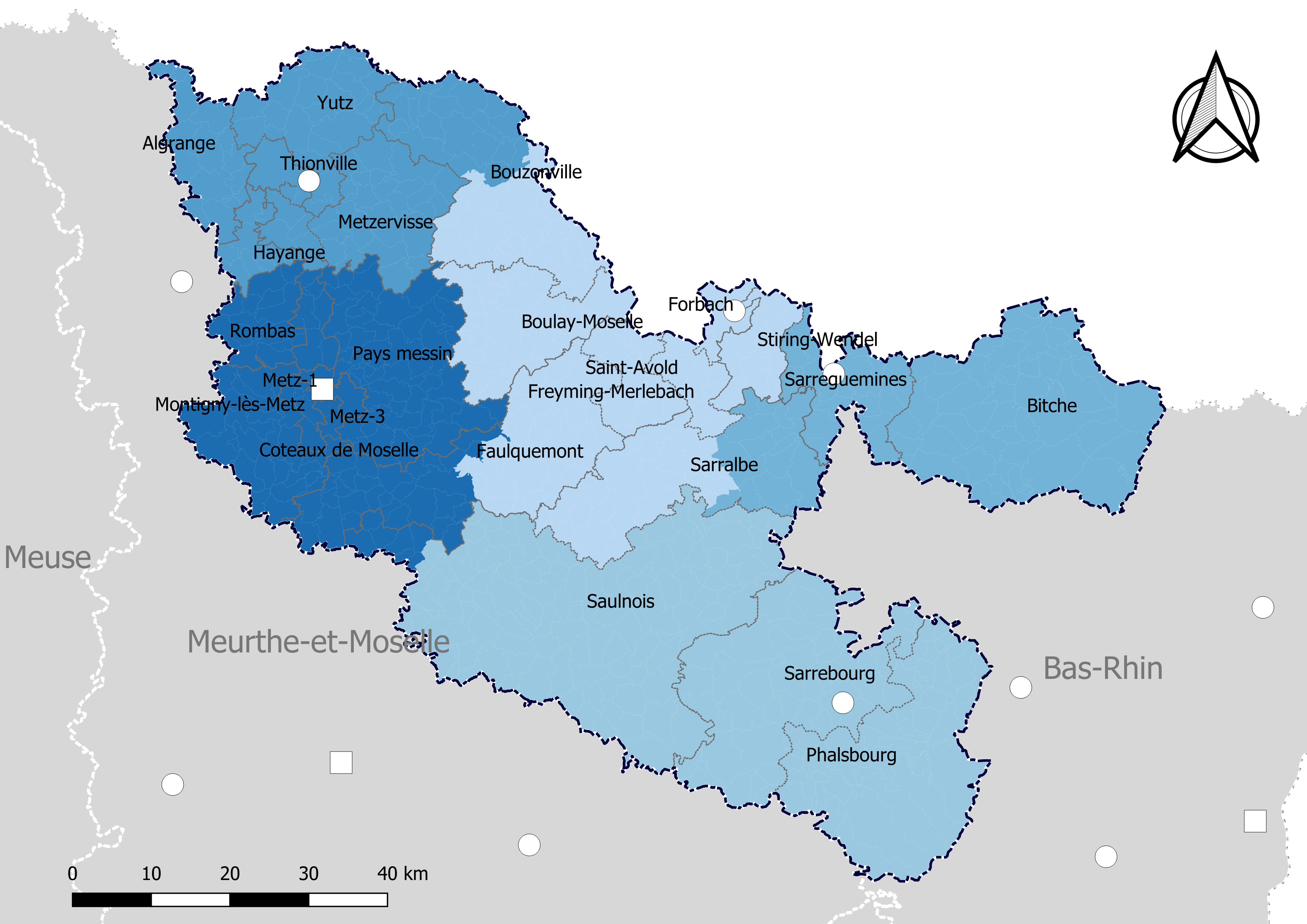
Découpage cantonal du département de la Moselle, avec en surimpression les arrondissements (en nuances de bleu) - Carte arrêtée au 1er janvier 2019.

Jusqu'en mars 2015, le département de la Moselle comprenait 51 cantons. À la suite du redécoupage cantonal de 2014, le nombre de cantons est réduit à 27.

## Découpage cantonal avant 2015
De 1964 à 1967

Carte des cantons de Moselle avant le redécoupage de 2014

L'arrondissement de Forbach comptait trois cantons :
- canton de Forbach
- canton de Saint-Avold
- canton de Grostenquin

L'arrondissement de Metz-Campagne comptait cinq cantons :
- canton d'Ars-sur-Moselle
- canton de Metz-Campagne
- canton de Pange
- canton de Verny
- canton de Vigy

L'arrondissement de Thionville-Est comptait quatre cantons :
- canton de Cattenom
- canton de Metzervisse
- canton de Sierck-les-Bains
- canton de Thionville

L'arrondissement de Thionville-Ouest comptait trois cantons :
- canton de Fontoy
- canton de Hayange
- canton de Moyeuvre-Grande

Le décret du 8 août 1967 redécoupe ou supprime certains cantons (Forbach, Saint-Avold, Hayange, Metz-Campagne, Thionville) au profit de ceux de Forbach-I, Forbach-II, Freyming, Florange, Montigny-lès-Metz, Rombas, Woippy et Basse-Yutz, passant au total de 36 à 42. Les autres arrondissements restent inchangés en 1967.
De 1967 à 1973
L'arrondissement de Metz-Campagne comptait sept cantons :
- canton d'Ars-sur-Moselle
- canton de Montigny-lès-Metz
- canton de Pange
- canton de Rombas
- canton de Verny
- canton de Vigy
- canton de Woippy

Le décret du 13 juillet 1973 crée le seul canton de Maizières-lès-Metz par démembrement de celui de Woippy, passant de 42 à 43. Les autres arrondissements restent inchangés en 1973.
Le "canton de Basse-Yutz" est renommé "canton de Yutz" en 1971, à la suite de la fusion des communes de Basse-Yutz et Haute-Yutz, de même pour le "canton de Freyming", renommé Freyming-Merlebach à la suite de la fusion des deux communes.
De 1973 à 1982
L'arrondissement de Thionville-Ouest comptait quatre cantons :
- canton de Florange
- canton de Fontoy
- canton de Hayange
- canton de Moyeuvre-Grande

L'arrondissement de Metz-Ville comptait trois cantons :
- canton de Metz-Ville-1
- canton de Metz-Ville-2
- canton de Metz-Ville-3

Le décret du 25 janvier 1982 découpe certains cantons dans les arrondissements de Metz-Ville et Thionville-Ouest (Metz-Ville-2, Florange et Hayange), au profit de Metz-Ville-4, Fameck et Algrange, passant ainsi de 43 à 46. Les autres arrondissements restent inchangés en 1982.
De 1982 à 1985
L'arrondissement de Forbach comptait cinq cantons :
- canton de Forbach-I
- canton de Forbach-II
- canton de Saint-Avold
- canton de Freyming-Merlebach
- canton de Grostenquin

L'arrondissement de Metz-Campagne comptait huit cantons :
- canton d'Ars-sur-Moselle
- canton de Maizières-lès-Metz
- canton de Montigny-lès-Metz
- canton de Pange
- canton de Rombas
- canton de Verny
- canton de Vigy
- canton de Woippy

L'arrondissement de Sarreguemines comptait cinq cantons :
- canton de Bitche
- canton de Rohrbach-lès-Bitche
- canton de Sarralbe
- canton de Sarreguemines
- canton de Volmunster

L'arrondissement de Thionville-Est comptait cinq cantons :
- canton de Cattenom
- canton de Metzervisse
- canton de Sierck-les-Bains
- canton de Thionville
- canton de Yutz

Le décret du 24 décembre 1984 redécoupe certains cantons et crée cinq cantons supplémentaires dans quatre arrondissements en Moselle par rapport à 1982, passant de 46 à 51. (Modification de Forbach-1, Forbach-2, Saint-Avold, Sarreguemines, Thionville et Rombas, au profit de Forbach, Stiring-Wendel, Behren-lès-Forbach, Saint-Avold-1, Saint-Avold-2, Sarreguemines-Campagne, Thionville-Est, Thionville-Ouest, Marange-Silvange)
Les arrondissements de Boulay-Moselle, Château-Salins, Sarrebourg, Thionville-Ouest et Metz-Ville ne seront pas modifiés en 1985.
De 1985 à 2015
L'arrondissement de Boulay-Moselle compte trois cantons (sous-préfecture : Boulay-Moselle) :
- canton de Boulay-Moselle
- canton de Bouzonville
- canton de Faulquemont

L'arrondissement de Château-Salins compte cinq cantons (sous-préfecture : Château-Salins) :
- canton d’Albestroff
- canton de Château-Salins
- canton de Delme
- canton de Dieuze
- canton de Vic-sur-Seille

L'arrondissement de Forbach compte sept cantons (sous-préfecture : Forbach) :
- canton de Behren-lès-Forbach
- canton de Forbach
- canton de Freyming-Merlebach
- canton de Grostenquin
- canton de Saint-Avold-1
- canton de Saint-Avold-2
- canton de Stiring-Wendel

L'arrondissement de Metz-Campagne compte neuf cantons (préfecture : Metz) :
- canton d'Ars-sur-Moselle
- canton de Maizières-lès-Metz
- canton de Marange-Silvange
- canton de Montigny-lès-Metz
- canton de Pange
- canton de Rombas
- canton de Verny
- canton de Vigy
- canton de Woippy

L'arrondissement de Sarrebourg compte cinq cantons (sous-préfecture : Sarrebourg) :
- canton de Fénétrange
- canton de Lorquin
- canton de Phalsbourg
- canton de Réchicourt-le-Château
- canton de Sarrebourg

L'arrondissement de Sarreguemines compte six cantons (sous-préfecture : Sarreguemines) :
- canton de Bitche
- canton de Rohrbach-lès-Bitche
- canton de Sarralbe
- canton de Sarreguemines
- canton de Sarreguemines-Campagne
- canton de Volmunster

L'arrondissement de Thionville-Est compte six cantons (sous-préfecture : Thionville) :
- canton de Cattenom
- canton de Metzervisse
- canton de Sierck-les-Bains
- canton de Thionville-Est
- canton de Thionville-Ouest
- canton d'Yutz

L'arrondissement de Thionville-Ouest compte six cantons (sous-préfecture : Thionville) :
- canton d'Algrange
- canton de Fameck
- canton de Florange
- canton de Fontoy
- canton de Hayange
- canton de Moyeuvre-Grande

L'arrondissement de Metz-Ville compte quatre cantons (préfecture : Metz) :
- canton de Metz-Ville-1
- canton de Metz-Ville-2
- canton de Metz-Ville-3
- canton de Metz-Ville-4

## Redécoupage cantonal de 2014

Carte des cantons de Moselle après le redécoupage de 2014

Dans la poursuite de la réforme territoriale engagée en 2010, l'Assemblée nationale adopte définitivement le 17 avril 2013 la réforme du mode de scrutin pour les élections départementales destinée à garantir la parité hommes/femmes. Les lois (loi organique 2013-402 et loi 2013-403) sont promulguées le 17 mai 2013. Un nouveau découpage territorial est défini par décret du 18 février 2014 pour le département de la Moselle. Celui-ci entre en vigueur lors du premier renouvellement général des assemblées départementales suivant la publication du décret, soit en mars 2015. Les conseillers départementaux sont élus au scrutin majoritaire binominal mixte. Les électeurs de chaque canton éliront au Conseil départemental, nouvelle appellation des Conseils généraux, deux membres de sexe différent, qui se présenteront en binôme de candidats. Les conseillers départementaux seront élus pour 6 ans au scrutin binominal majoritaire à deux tours, l'accès au second tour nécessitant 10 % des inscrits au 1er tour. En outre la totalité des conseillers départementaux est renouvelée.
Ce nouveau mode de scrutin nécessite un redécoupage des cantons dont le nombre est divisé par deux avec arrondi à l'unité impaire supérieure si ce nombre n'est pas entier impair et avec des conditions de seuils minimaux. Dans la Moselle le nombre de cantons passe ainsi de 51 à 27.
Les critères du remodelage cantonal sont les suivants : le territoire de chaque canton doit être défini sur des bases essentiellement démographiques, le territoire de chaque canton doit être continu et les communes de moins de 3 500 habitants sont entièrement comprises dans le même canton. Il n’est fait référence, ni aux limites des arrondissements, ni à celles des circonscriptions législatives.
Conformément à de multiples décisions du Conseil constitutionnel depuis 1985 et notamment sa décision no 2010-618 DC du 9 décembre 2010, il est admis que le principe d’égalité des électeurs au regard des critères démographiques est respecté lorsque le ratio conseiller/habitant de la circonscription est compris dans une fourchette de 20 % de part et d'autre du ratio moyen conseiller/habitant du département. Pour le département de la Moselle, la population de référence est la population légale en vigueur au 1er janvier 2013, à savoir la population millésimée 2010, soit 1 045 066 habitants. Avec 27 cantons la population moyenne par conseiller départemental est de 38 706 habitants. Ainsi la population de chaque nouveau canton doit-elle être comprise entre 30 965 habitants et 46 447 habitants pour respecter le principe de l'égalité citoyenne au vu des critères démographiques.

### Composition détaillée
| N° | Nom du Canton          | Bureau centralisateur | Population 2022 | Écart /moyenne | Nombre de communes entières | Communes composant le canton |
| -- | ---------------------- | --------------------- | --------------- | -------------- | --------------------------- | --- |
| 1  | Algrange               | Algrange              | 41 541          | 1,07           | 16                          | Algrange, Angevillers, Audun-le-Tiche, Aumetz, Boulange, Fontoy, Havange, Knutange, Lommerange, Neufchef, Nilvange, Ottange, Rédange, Rochonvillers, Russange, Tressange. |
| 2  | Bitche                 | Bitche                | 33 184          | 0,85           | 46                          | Achen, Bærenthal, Bettviller, Bining, Bitche, Bousseviller, Breidenbach, Éguelshardt, Enchenberg, Epping, Erching, Etting, Gœtzenbruck, Gros-Réderching, Hanviller, Haspelschiedt, Hottviller, Lambach, Lemberg, Lengelsheim, Liederschiedt, Loutzviller, Meisenthal, Montbronn, Mouterhouse, Nousseviller-lès-Bitche, Obergailbach, Ormersviller, Petit-Réderching, Philippsbourg, Rahling, Reyersviller, Rimling, Rohrbach-lès-Bitche, Rolbing, Roppeviller, Saint-Louis-lès-Bitche, Schmittviller, Schorbach, Schweyen, Siersthal, Soucht, Sturzelbronn, Volmunster, Waldhouse, Walschbronn. |
| 3  | Boulay-Moselle         | Boulay-Moselle        | 31 875          | 0,82           | 31                          | Bannay, Bettange, Bionville-sur-Nied, Bisten-en-Lorraine, Boulay-Moselle, Brouck, Condé-Northen, Coume, Creutzwald, Denting, Éblange, Gomelange, Guerting, Guinkirchen, Ham-sous-Varsberg, Helstroff, Hinckange, Mégange, Momerstroff, Narbéfontaine, Niedervisse, Obervisse, Ottonville, Piblange, Roupeldange, Téterchen, Valmunster, Varize, Varsberg, Velving, Volmerange-lès-Boulay. |
| 4  | Bouzonville            | Bouzonville           | 34 171          | 0,88           | 54                          | Alzing, Anzeling, Apach, Berviller-en-Moselle, Bibiche, Bouzonville, Brettnach, Château-Rouge, Chémery-les-Deux, Colmen, Contz-les-Bains, Dalem, Dalstein, Ébersviller, Falck, Filstroff, Flastroff, Freistroff, Grindorff-Bizing, Guerstling, Halstroff, Hargarten-aux-Mines, Haute-Kontz, Heining-lès-Bouzonville, Hestroff, Holling, Hunting, Kerling-lès-Sierck, Kirsch-lès-Sierck, Kirschnaumen, Laumesfeld, Launstroff, Malling, Manderen-Ritzing, Menskirch, Merschweiller, Merten, Montenach, Neunkirchen-lès-Bouzonville, Oberdorff, Rémelfang, Rémeling, Rémering, Rettel, Rustroff, Saint-François-Lacroix, Schwerdorff, Sierck-les-Bains, Tromborn, Vaudreching, Villing, Vœlfling-lès-Bouzonville, Waldweistroff, Waldwisse. |
| 5  | Les Coteaux de Moselle | Moulins-lès-Metz      | 35 931          | 0,92           | 27                          | Ancy-Dornot, Arry, Ars-sur-Moselle, Augny, Châtel-Saint-Germain, Coin-lès-Cuvry, Coin-sur-Seille, Corny-sur-Moselle, Cuvry, Féy, Gorze, Gravelotte, Jouy-aux-Arches, Jussy, Lessy, Lorry-lès-Metz, Lorry-Mardigny, Marieulles, Moulins-lès-Metz, Novéant-sur-Moselle, Pouilly, Pournoy-la-Chétive, Rezonville-Vionville, Rozérieulles, Sainte-Ruffine, Vaux, Vernéville. |
| 6  | Fameck                 | Fameck                | 41 535          | 1,07           | 5                           | Fameck, Florange, Mondelange, Richemont, Uckange. |
| 7  | Faulquemont            | Faulquemont           | 39 828          | 1,02           | 61                          | Adaincourt, Adelange, Ancerville, Arraincourt, Arriance, Aube, Bambiderstroff, Béchy, Beux, Boucheporn, Buchy, Chanville, Cheminot, Chérisey, Créhange, Elvange, Faulquemont, Flétrange, Fleury, Flocourt, Fouligny, Goin, Guinglange, Hallering, Han-sur-Nied, Haute-Vigneulles, Hémilly, Herny, Holacourt, Laudrefang, Lemud, Liéhon, Longeville-lès-Saint-Avold, Louvigny, Luppy, Mainvillers, Many, Marange-Zondrange, Orny, Pagny-lès-Goin, Pommérieux, Pontoy, Pontpierre, Pournoy-la-Grasse, Rémilly, Sillegny, Silly-en-Saulnois, Solgne, Teting-sur-Nied, Thicourt, Thimonville, Thonville, Tragny, Tritteling-Redlach, Vahl-lès-Faulquemont, Vatimont, Verny, Villers-Stoncourt, Vittoncourt, Voimhaut, Zimming. |
| 8  | Forbach                | Forbach               | 39 103          | 1,00           | 7                           | Cocheren, Forbach, Morsbach, Œting, Petite-Rosselle, Rosbruck, Schœneck. |
| 9  | Freyming-Merlebach     | Freyming-Merlebach    | 31 361          | 0,81           | 11                          | Barst, Béning-lès-Saint-Avold, Betting, Cappel, Farébersviller, Freyming-Merlebach, Guenviller, Henriville, Hombourg-Haut, Hoste, Seingbouse. |
| 10 | Hayange                | Hayange               | 40 794          | 1,05           | 9                           | Clouange, Hayange, Gandrange, Moyeuvre-Grande, Moyeuvre-Petite, Ranguevaux, Rosselange, Serémange-Erzange, Vitry-sur-Orne. |
| 11 | Metz-1                 | Metz                  | 39 079          | 1,00           | fraction Metz               | Partie de la commune de Metz située au nord d'une ligne définie par l'axe des voies et limites suivantes : depuis la limite territoriale de la commune de Longeville-lès-Metz, avenue Joffre, avenue Robert-Schuman, avenue Leclerc-de-Hauteclocque, place Jean-Moulin, rue Antoine-Louis, passage du Sablon, rue aux Arènes, avenue de l'Amphithéâtre, route départementale 955, rue Haute-Seille, place Mazelle, boulevard André-Maginot, rue Henry-de-Ranconval, boulevard de Trèves, rue du Fort-Gambetta, bras mort de la Moselle, jusqu'à la limite territoriale de la commune de Saint-Julien-lès-Metz. |
| 12 | Metz-2                 | Metz                  | 41 066          | 1,06           | fraction Metz               | Partie de la commune de Metz située à l'est d'une ligne définie par l'axe des voies et limites suivantes : depuis la limite territoriale de la commune de Saint-Julien-lès-Metz, bras mort de la Moselle, rue du Fort-Gambetta, boulevard de Trèves, rue Henry-de-Ranconval, boulevard André-Maginot, place Mazelle, rue Haute-Seille, route départementale 955, avenue de Plantières, rue de Queuleu, rue Androuin-Roucel, rue Baudoche, rue du Roi-Albert, avenue de Strasbourg, rue du Fort-Queuleu, allée Jean-Burger (Fort-Queuleu inclus), chemin rural, rue de la Haute-Bevoye, jusqu'à la limite territoriale de la commune de Peltre. |
| 13 | Metz-3                 | Metz                  | 41 550          | 1,07           | fraction Metz               | Partie de la commune de Metz non incluse dans les cantons de Metz-1 et de Metz-2. |
| 14 | Metzervisse            | Metzervisse           | 38 815          | 1,00           | 27                          | Aboncourt, Basse-Ham, Bertrange, Bettelainville, Bousse, Buding, Budling, Distroff, Elzange, Guénange, Hombourg-Budange, Inglange, Kédange-sur-Canner, Kemplich, Klang, Kœnigsmacker, Kuntzig, Luttange, Metzeresche, Metzervisse, Monneren, Oudrenne, Rurange-lès-Thionville, Stuckange, Valmestroff, Veckring, Volstroff. |
| 15 | Montigny-lès-Metz      | Montigny-lès-Metz     | 45 150          | 1,16           | 6                           | Le Ban-Saint-Martin, Longeville-lès-Metz, Marly, Montigny-lès-Metz, Plappeville, Scy-Chazelles. |
| 16 | Le Pays messin         | Courcelles-Chaussy    | 42 168          | 1,08           | 49                          | Antilly, Argancy, Ars-Laquenexy, Ay-sur-Moselle, Bazoncourt, Burtoncourt, Chailly-lès-Ennery, Charleville-sous-Bois, Charly-Oradour, Chesny, Chieulles, Coincy, Colligny-Maizery, Courcelles-Chaussy, Courcelles-sur-Nied, Ennery, Les Étangs, Failly, Flévy, Glatigny, Hayes, Jury, Laquenexy, Maizeroy, Malroy, Marsilly, Mécleuves, Mey, Noisseville, Nouilly, Ogy-Montoy-Flanville, Pange, Peltre, Raville, Retonfey, Saint-Hubert, Saint-Julien-lès-Metz, Sainte-Barbe, Sanry-lès-Vigy, Sanry-sur-Nied, Servigny-lès-Raville, Servigny-lès-Sainte-Barbe, Silly-sur-Nied, Sorbey, Trémery, Vantoux, Vany, Vigy, Vry. |
| 17 | Phalsbourg             | Phalsbourg            | 32 186          | 0,83           | 56                          | Abreschviller, Arzviller, Aspach, Barchain, Berling, Bourscheid, Brouderdorff, Brouviller, Dabo, Danne-et-Quatre-Vents, Dannelbourg, Fraquelfing, Garrebourg, Guntzviller, Hangviller, Harreberg, Hartzviller, Haselbourg, Hattigny, Héming, Henridorff, Hérange, Hermelange, Hesse, Hommert, Hultehouse, Lafrimbolle, Landange, Laneuveville-lès-Lorquin, Lixheim, Lorquin, Lutzelbourg, Métairies-Saint-Quirin, Metting, Mittelbronn, Neufmoulins, Niderhoff, Niderviller, Nitting, Phalsbourg, Plaine-de-Walsch, Saint-Jean-Kourtzerode, Saint-Louis, Saint-Quirin, Schneckenbusch, Troisfontaines, Turquestein-Blancrupt, Vasperviller, Vescheim, Vilsberg, Voyer, Walscheid, Waltembourg, Wintersbourg, Xouaxange, Zilling. |
| 18 | Rombas                 | Rombas                | 45 722          | 1,17           | 14                          | Amanvillers, Amnéville, Bronvaux, Fèves, Marange-Silvange, Montois-la-Montagne, Norroy-le-Veneur, Pierrevillers, Plesnois, Rombas, Roncourt, Saint-Privat-la-Montagne, Sainte-Marie-aux-Chênes, Saulny. |
| 19 | Saint-Avold            | Saint-Avold           | 37 962          | 0,98           | 10                          | Altviller, Carling, Diesen, Folschviller, L'Hôpital, Lachambre, Macheren, Porcelette, Saint-Avold, Valmont. |
| 20 | Sarralbe               | Sarralbe              | 32 761          | 0,84           | 48                          | Altrippe, Baronville, Bérig-Vintrange, Biding, Bistroff, Boustroff, Brulange, Destry, Diffembach-lès-Hellimer, Eincheville, Ernestviller, Erstroff, Frémestroff, Freybouse, Gréning, Grostenquin, Grundviller, Guebenhouse, Guessling-Hémering, Harprich, Hazembourg, Hellimer, Hilsprich, Holving, Kappelkinger, Kirviller, Landroff, Laning, Lelling, Leyviller, Lixing-lès-Saint-Avold, Loupershouse, Maxstadt, Morhange, Nelling, Petit-Tenquin, Puttelange-aux-Lacs, Racrange, Rémering-lès-Puttelange, Richeling, Saint-Jean-Rohrbach, Sarralbe, Suisse, Vahl-Ébersing, Le Val-de-Guéblange, Vallerange, Viller, Woustviller. |
| 21 | Sarrebourg             | Sarrebourg            | 30 053          | 0,77           | 46                          | Assenoncourt, Avricourt, Azoudange, Bébing, Belles-Forêts, Berthelming, Bettborn, Bickenholtz, Buhl-Lorraine, Desseling, Diane-Capelle, Dolving, Fénétrange, Fleisheim, Foulcrey, Fribourg, Gondrexange, Gosselming, Guermange, Haut-Clocher, Hellering-lès-Fénétrange, Hertzing, Hilbesheim, Hommarting, Ibigny, Imling, Kerprich-aux-Bois, Langatte, Languimberg, Mittersheim, Moussey, Niederstinzel, Oberstinzel, Postroff, Réchicourt-le-Château, Réding, Rhodes, Richeval, Romelfing, Saint-Georges, Saint-Jean-de-Bassel, Sarraltroff, Sarrebourg, Schalbach, Veckersviller, Vieux-Lixheim. |
| 22 | Sarreguemines          | Sarreguemines         | 43 534          | 1,12           | 20                          | Bliesbruck, Blies-Ébersing, Blies-Guersviller, Frauenberg, Grosbliederstroff, Hambach, Hundling, Ippling, Kalhausen, Lixing-lès-Rouhling, Neufgrange, Rémelfing, Rouhling, Sarreguemines, Sarreinsming, Wiesviller, Willerwald, Wittring, Wœlfling-lès-Sarreguemines, Zetting. |
| 23 | Le Saulnois            | Château-Salins        | 29 567          | 0,76           | 135                         | Aboncourt-sur-Seille, Achain, Ajoncourt, Alaincourt-la-Côte, Albestroff, Amelécourt, Attilloncourt, Aulnois-sur-Seille, Bacourt, Bassing, Baudrecourt, Bellange, Bénestroff, Bermering, Bezange-la-Petite, Bidestroff, Bioncourt, Blanche-Église, Bourgaltroff, Bourdonnay, Bréhain, Burlioncourt, Chambrey, Château-Bréhain, Château-Salins, Château-Voué, Chenois, Chicourt, Conthil, Craincourt, Cutting, Dalhain, Delme, Dieuze, Domnom-lès-Dieuze, Donjeux, Donnelay, Fonteny, Fossieux, Foville, Francaltroff, Frémery, Fresnes-en-Saulnois, Gelucourt, Gerbécourt, Givrycourt, Grémecey, Guébestroff, Guéblange-lès-Dieuze, Guébling, Guinzeling, Haboudange, Hampont, Hannocourt, Haraucourt-sur-Seille, Honskirch, Insming, Insviller, Jallaucourt, Juvelize, Juville, Lagarde, Laneuveville-en-Saulnois, Lemoncourt, Léning, Lesse, Ley, Lezey, Lidrezing, Lindre-Basse, Liocourt, Lhor, Lostroff, Loudrefing, Lubécourt, Lucy, Maizières-lès-Vic, Malaucourt-sur-Seille, Manhoué, Marimont-lès-Bénestroff, Marsal, Marthille, Molring, Moncheux, Moncourt, Montdidier, Morville-lès-Vic, Morville-sur-Nied, Moyenvic, Mulcey, Munster, Nébing, Neufvillage, Obreck, Ommeray, Oriocourt, Oron, Pettoncourt, Pévange, Givrycourt, Grémecey, Guébestroff, Guéblange-lès-Dieuze, Guébling, Guinzeling, Haboudange, Hampont, Hannocourt, Haraucourt-sur-Seille, Honskirch, Insming, Insviller, Jallaucourt, Juvelize, Virming, Vittersbourg, Viviers, Vulmont, Wuisse, Xanrey, Xocourt, Zarbeling, Zommange. |
| 24 | Le Sillon mosellan     | Maizières-lès-Metz    | 46 133          | 1,19           | 7                           | Hagondange, Hauconcourt, Maizières-lès-Metz, La Maxe, Semécourt, Talange, Woippy. |
| 25 | Stiring-Wendel         | Stiring-Wendel        | 36 296          | 0,93           | 14                          | Alsting, Behren-lès-Forbach, Bousbach, Diebling, Etzling, Farschviller, Folkling, Kerbach, Metzing, Nousseviller-Saint-Nabor, Spicheren, Stiring-Wendel, Tenteling, Théding. |
| 26 | Thionville             | Thionville            | 48 963          | 1,26           | 1 + fraction Thionville     | 1° Les communes suivantes : Terville. 2° La partie de la commune de Thionville non comprise dans le canton de Yutz. |
| 27 | Yutz                   | Yutz                  | 50 393          | 1,29           | 23 + fraction Thionville    | 1° Les communes suivantes : Basse-Rentgen, Berg-sur-Moselle, Beyren-lès-Sierck, Boust, Breistroff-la-Grande, Cattenom, Entrange, Escherange, Évrange, Fixem, Gavisse, Hagen, Hettange-Grande, Illange, Kanfen, Manom, Mondorff, Puttelange-lès-Thionville, Rodemack, Roussy-le-Village, Volmerange-les-Mines, Yutz, Zoufftgen. 2° La partie de la commune de Thionville correspondant aux anciennes communes de Garche et Kœking. |
|    |                        |                       | 1 050 721       |                | 727                         | |

### Répartition par arrondissement
Contrairement à l'ancien découpage où chaque canton était inclus à l'intérieur d'un seul arrondissement, le nouveau découpage territorial s'affranchit des limites des arrondissements. Certains cantons peuvent être composés de communes appartenant à des arrondissements différents. Dans le département de la Moselle, c'est le cas de quatre cantons (Bouzonville, Faulquemont, Sarralbe et Le Saulnois).
Le tableau suivant présente la répartition par arrondissement :
| N° | Canton                 | Forbach-Boulay-Moselle | Metz             | Sarrebourg-Château-Salins | Sarreguemines | Thionville               | Total                    |
| -- | ---------------------- | ---------------------- | ---------------- | ------------------------- | ------------- | ------------------------ | ------------------------ |
| 1  | Algrange               |                        |                  |                           |               | 16                       | 16                       |
| 2  | Bitche                 |                        |                  |                           | 46            |                          | 46                       |
| 3  | Boulay-Moselle         | 31                     |                  |                           |               |                          | 31                       |
| 4  | Bouzonville            | 32                     |                  |                           |               | 23                       | 55                       |
| 5  | Les Coteaux de Moselle |                        | 28               |                           |               |                          | 28                       |
| 6  | Fameck                 |                        |                  |                           |               | 5                        | 5                        |
| 7  | Faulquemont            | 33                     | 28               |                           |               |                          | 61                       |
| 8  | Forbach                | 7                      |                  |                           |               |                          | 7                        |
| 9  | Freyming-Merlebach     | 11                     |                  |                           |               |                          | 11                       |
| 10 | Hayange                |                        |                  |                           |               | 9                        | 9                        |
| 11 | Metz-1                 |                        | fraction de Metz |                           |               |                          | fraction Metz            |
| 12 | Metz-2                 |                        | fraction de Metz |                           |               |                          | fraction Metz            |
| 13 | Metz-3                 |                        | fraction de Metz |                           |               |                          | fraction Metz            |
| 14 | Metzervisse            |                        |                  |                           |               | 27                       | 27                       |
| 15 | Montigny-lès-Metz      |                        | 6                |                           |               |                          | 6                        |
| 16 | Le Pays messin         |                        | 49               |                           |               |                          | 49                       |
| 17 | Phalsbourg             |                        |                  | 56                        |               |                          | 56                       |
| 18 | Rombas                 |                        | 14               |                           |               |                          | 14                       |
| 19 | Saint-Avold            | 10                     |                  |                           |               |                          | 10                       |
| 20 | Sarralbe               | 31                     |                  |                           | 17            |                          | 48                       |
| 21 | Sarrebourg             |                        |                  | 46                        |               |                          | 46                       |
| 22 | Sarreguemines          |                        |                  |                           | 20            |                          | 20                       |
| 23 | Le Saulnois            |                        | 7                | 128                       |               |                          | 135                      |
| 24 | Le Sillon mosellan     |                        | 7                |                           |               |                          | 7                        |
| 25 | Stiring-Wendel         | 14                     |                  |                           |               |                          | 14                       |
| 26 | Thionville             |                        |                  |                           |               | 1 + fraction Thionville  | 1 + fraction Thionville  |
| 27 | Yutz                   |                        |                  |                           |               | 23 + fraction Thionville | 23 + fraction Thionville |
|    |                        | 169                    | 140              | 230                       | 83            | 105                      | 727                      |